# ヤンキー・スタジアム
ヤンキー・スタジアム（英: Yankee Stadium）は、アメリカ合衆国のニューヨーク州ニューヨーク・ブロンクス区にある野球場。サッカー、アメリカンフットボールなどにも使用され、MLB・ニューヨーク・ヤンキースとMLS（メジャーリーグサッカー）・ニューヨーク・シティFCの本拠地。

## 概要
1923年から使用されていた旧ヤンキー・スタジアムが老朽化、2001年12月にニューヨーク市のルドルフ・ジュリアーニ市長はニューヨーク・ヤンキースとニューヨーク・メッツの両チームにそれぞれ8億ドルの球場を建設することに暫定的に合意。
2002年にマイケル・ブルームバーグがニューヨーク市長に就任するとこの計画は一時凍結となったが、新スタジアムを建設することが決まり、ベーブ・ルースの58回忌である2006年8月16日に起工式が行われた。建設費は15億ドルであった。
2009年のレギュラーシーズン前の4月3日にシカゴ・カブスとのオープン戦が行われ、ヤンキースが勝利。4月16日のクリーブランド・インディアンス戦で公式戦初開催。
建設費が15億ドル掛かったことでチケット料金が高騰し、1席平均70ドル（開場当時の為替相場で約7000円）もすることが物議を醸した。
2010年6月5日にはプロボクシングWBA世界スーパーウェルター級タイトルマッチ、ユーリ・フォアマンVSミゲール・コットが開かれた。現在のヤンキースタジアムではもちろん初めてであるが、旧スタジアムを含めると1976年9月のモハメド・アリVSケン・ノートン以来34年ぶりとなる。
また、同年11月20日にはカレッジフットボールの試合、アーミー対ノートルダム大学戦が行われ、ノートルダム大学が27－3でアーミーを破った。12月30日にもカレッジフットボールの試合が開催された。その後もMLB, MLSのオフシーズンにはカレッジフットボールの試合が行われている。
2012年、2013年の夏には、サッカーのプレシーズンマッチや国際親善試合も開催された。
2014年1月26日、旧スタジアムも含めて初めてNHL（北米プロアイスホッケー）の試合が開催された。
2015年からは、MLSのニューヨーク・シティFCが、専用スタジアム建設までの暫定ホームスタジアムとして使用している。ライトスタンドがメインスタンドとなり、レフトスタンドがホーム側、1塁側がアウェイ側である。
高額な値段の内野最前列周辺にボックスシートも有る。
アメリカンリーグで唯一、収容人員が5万人を超える球場でもある。
センター後方には球団の名選手を顕彰するモニュメントパークがある。
1990年代までは付近の治安はとても酷く、同球場正面の店は「天国に一番近いマクドナルド」と恐れられていて、その近くには初代開場時から存在するバー「Yankee Tavern」がある。

## フィールドの特徴
外野フェンスが左右非対称な形状をしており、右翼側が狭くなっているため、旧スタジアム時代から左打者に有利なことで知られてきた。
2009年に新スタジアムが開場すると、一試合平均4本以上の本塁打が飛び交っており、大リーグの全本拠地球場の中でも一試合辺りの本塁打数が著しく多い球場となった。また、その本塁打の大半がライトスタンドに入っており、左打者に対して極端に有利な球場とみなされている。2009年以降、ヤンキースのホームでの本塁打量産率はロードの約1.5倍になっている。米気象会社であるAccuWeatherは、「新スタジアムでの本塁打約20パーセントが、旧スタジアムでは本塁打になっていない」と分析している。
その原因として、旧スタジアム時代には存在していた右中間の平均的な膨らみが削られたことや、立地の関係でかつては右翼から本塁に向かって吹いていた緩やかな向かい風が、現在では本塁から右翼上空へと客席から吹き抜ける追い風となっているため、打球が伸びるようになったことなどが指摘されている。他球場では平凡な右飛となるであろう打球がそのままスタンドインするといった光景が頻繁に見られる。それに対応して右投手にとっては極めて不利な球場になった。
この本塁打の乱発現象に対し、「ゲームが大味になるからつまらない、何とかしろ」「新球場は欠陥球場」などの批判的な声も上がっており、ヤンキースのブライアン・キャッシュマンGMや米国の気象会社が原因究明に乗り出すこととなった。